# Arnold Hermann Ludwig Heeren
Arnold Hermann Ludwig Heeren (født 25. oktober 1760 ved Bremen, død 6. marts 1842) var en tysk historiker.
Heeren begyndte med at studere teologi i Göttingen, men kastede sig snart over filologiske og historiske studier, blev 1784 privatdocent ved universitetet sammesteds, 1787 ekstraordinær (1794 ordentlig) professor i filosofi. Mere og mere begyndte han imidlertid at gå over til historien, der netop dengang talte højt ansete dyrkere blandt Göttingens professorer, såsom Gatterer, Schlözer og Spittler, og 1801 udnævntes han til historisk professor. Alt tidligere havde han holdt en række forelæsninger over sit egentlige hovedfelt, oldtidens historie, og ud af disse udviklede sig det værk, der har bevaret hans ry, Ideen über Politik, den Verkehr und den Handel der vornehmsten Völker der alten Welt (2 bind, 1793—96; 4. udgave i 6 bind, 1824—26). Særlig påvirket af Polyb behandlede han her vigtige, men hidtil lidet ænsede sider af oldtidens kultur, og hans formfuldendte skildring dækkede over den manglende dybde i værket, der både i ind- og udland opnåede stor berømmelse. Meget ry vandt tillige hans Geschichte der Staaten des Alterthums (1799) og Geschichte des europäischen Staatensystems und seiner Colonien (1810), der imidlertid nu er glemte. Senere docerede han også statistik og geografi og overtog redaktionen af "Göttingische Gelehrte Anzeigen" (1827), men hans navn tabte sig hurtig, og han døde ubemærket i Göttingen. En fuldstændig udgave af hans skrifter i 15 bind foranstaltede han selv 1821—26, og sammen med Ukert grundlagde han den store samling monografier, Geschichte der europäischen Staaten (Gotha 1829 ff.), der senere fortsattes af Giesebrecht.